# Neoaceratoneura mangiferae
Neoaceratoneura mangiferae är en stekelart som beskrevs av Khan, Agnihotri och Sushil 2005. Neoaceratoneura mangiferae ingår i släktet Neoaceratoneura och familjen finglanssteklar. Inga underarter finns listade i Catalogue of Life.